# Krótkosterki
Krótkosterki (Macrosphenidae) – rodzina ptaków z podrzędu śpiewających (Oscines) w obrębie rzędu wróblowych (Passeriformes) niedawno wyodrębniona z pokrzewkowatych (Sylviidae). 

## Rozmieszczenie geograficzne
Rodzina obejmuje gatunki występujące w Afryce.

## Systematyka
Do rodziny należą następujące rodzaje:
- Sylvietta Lafresnaye, 1839
- Cryptillas Oberholser, 1899 – jedynym przedstawicielem jest Cryptillas victorini (Sundevall, 1860) – szaroliczka
- Achaetops Roberts, 1922 – jedynym przedstawicielem jest Achaetops pycnopygius (P.L. Sclater, 1853) – skalnik
- Sphenoeacus Strickland, 1841 – jedynym przedstawicielem jest Sphenoeacus afer (J.F. Gmelin, 1789) – strzępochwostek
- Melocichla Hartlaub, 1857 – jedynym przedstawicielem jest Melocichla mentalis (Fraser, 1843) – młacznik
- Macrosphenus Cassin, 1859